# 장발 (화가)
장발(한국 한자: 張勃, 영어: Thomas Chang 토머스 챙[*], 1901년 4월 3일~2001년 4월 8일)은 일제강점기의 서양화가였던, 대한민국의 서양화가, 대학 교수, 외교관이다.
그는 1959년 8월 이후부터 미술 교육가 겸 서양화가 및 대학 교수 분야에서 은퇴한 대한민국의 전직 외교관이었었다. 외교관에서는 1961년 7월 20일 이후 은퇴하였다. 아명(兒名)은 장지완(張志完)이고, 아호(雅號)는 누수(樓樹)·우석(雨石)이다.
앞서 언급한 것처럼, 그는 1959년 8월에 서울대학교 미술대학 회화과 교수직을 그만두고 난 이후, 이탈리아 주재 대사 직무대행 서리(1960년 9월 22일~1961년 7월 20일)를 잠싯동안 지냈다.
본관은 인동(仁同)이며, 아명(兒名)은 장지완(張志完), 호(號)는 우석(雨石)·누수(樓樹)이다. 그는 지난 제2공화국 시절이자 윤 정부 장 내각 시대(尹 政府 張 內閣 時代)라는, 윤보선(尹潽善) 전직 제4대 대통령 시절의 실권자였던 정치가 겸 대학 교수 장면(張勉) 전직 국무총리의 친동생이며, 대학 교수 장진, 가톨릭 주교 장익 등의 숙부이기도 하였다. 그는 한성부에서 출생하였으며, 지난날 한때 평안남도 중화군에서 잠시 유아기를 보낸 적이 있고 그 후 경기도 인천부 제물포에서 성장하였다.
장발은 서양화가였지만, 독실한 로마 가톨릭 신자(세례명: 루도비코)로서 성화 제작과 가톨릭 성당 건립에 참여한 것 이외에는 창작보다 미술 이론 연구와 미술 교육 활동 두 분야에 더더욱더 몰두했으며 예비역 육군 중사 출신인 아들 장경 씨가 공병우 안과의사의 막내딸 공영경 씨와 결혼했고 공병우 안과의사의 큰아들 공영길 씨가 본인(장발)의 조카 장명자 씨(장면 국무총리의 딸)와 결혼했지만 장명자씨는 1987년 별세했다.

## 생애

### 생애 초기
우석 장발은 1901년 4월 3일 한성부 종로 친척 집에서 인천세관의 관리 장기빈과 그의 부인이었던 황루시아의 아들로 태어났고 이후 인천에서 성장하였는데 그의 형은 후일 부통령을 역임하는 장면(張勉)이다. 한성부와 인천에서도 제법 개화된 집안에서 출생하였고, 초명은 지완(志完)이라 했다가 뒤에 발(勃)로 개명하였다. 1920년 일본 도쿄 미술학교에서 유학한 뒤, 1922년부터 미국 컬럼비아 대학교에서 미술사와 미학을 수학했다.

### 일제 강점기 활동
장발은 일제강점기에 친일 단체로 분류되는 조선미술가협회 서양화부 평의원으로 활동한 적이 있었으며, 이 사실은 전남대학교 교수 이태호가 1992년 발표한〈1940년대 초반 친일 미술의 군국주의적 경향〉이라는 논문에서 알려졌다. 서울대 미대 교수인 김민수가 1996년 개교 50주년 기념 심포지움에서 발표한 〈서울대 미술대학 디자인 - 공예 50년사〉라는 논문의 각주에서 이 논문을 인용한 바 있다. 2005년 서울대학교 교내 단체가 발표한 '서울대학교 출신 친일인물 1차 12인 명단'에 포함되어 있기도 하다. 그러나 다른 친일 화가들에 비하여, 장발이 적극적으로 일제를 미화하는 작품을 남겼거나 열성적으로 친일하였다는 증거는 없다.

### 광복 이후
1946년 서울대학교에 미술대학을 설립하고 초대 학장에 취임했으며, 1959년까지 재직하면서 대한민국 미술계와 미술 교육계에 큰 영향을 미쳤다. 제2공화국 총리를 지낸 형 장면이 5·16 군사 정변으로 실각한 뒤에는 미국에 머무르면서 여생을 보냈다.
1996년 자랑스러운 서울대인으로 선정되었고, 교내에 흉상이 설치되어 있으며 미술대학 갤러리 '우석홀'은 그의 호를 딴 것이다.
2001년 4월 8일 오전 4시(한국시각 오후 6시) 미국 피츠버그 자택에서 101세를 일기로 타계했다.

## 학력
- 박문보통학교 졸업(1914년 3월)
- 휘문고등보통학교 전퇴(1915년 3월) → 보성고등보통학교 졸업(1920년 3월)
- 일본 도쿄 미술학교 전문학사(1922년 3월)
- 미국 컬럼비아 대학교 미학과 학사(1927년 2월)
- 미국 컬럼비아 대학교 미술학과 미술학 석사(1929년 2월)
- 서울대학교 대학원 미술학과 미술학 석사(1958년 2월)

## 가족 관계
- 아버지 : 장기빈 (1878년 9월 9일 ~ 1959년 7월 24일)
- 어머니 : 황루시아 (1878년 11월 ~ 1954년 2월)
  - 형 : 장면(張勉, 1899년 8월 28일~ 1966년 6월 4일, 부통령·국무총리 역임.)
  - 조카 : 장진(張震, 1927년 2월 10일 ~ 2011년 9월 30일, 서강대학교 부총장 역임)
  - 조카 : 장익(張翼, 1933년 11월 20일 ~, 가톨릭 주교)
- 누이 : 장정온 (1906년 10월 18일 ~ 1950년 10월 4일, 수녀)
- 배우자 : 안순옥(安順玉) - 사별
  - 아들 : 장명(張銘)
- 배우자 : 서진주(徐珍珠) - 재혼
  - 아들 : 장석(張晳)
    - 손자 : 장기연(張棋然, 종조부 장면박사 생전에 출생하였다.)

  - 아들 : 장흔([7] 張昕)
  - 아들 : 장욱(張昱, 한국 가톨릭 철학회 회장, 연세대학교 문과대학 철학과 교수)
  - 아들 : 장만(張晩)
  - 아들 : 장경(張景)
  - 아들 : 장효(張曉)[7]

## 같이 보기
- 조선미술가협회
- 장면
- 장익
- 장진
- 최종태
- 박갑성
- 서울대학교
- 정지용
- 윤보선
- 김옥윤
- 공병우